# Iulia Valentia Banasa
Iulia Valentia Banasa fu una delle tre colonie romane della Mauretania Tingitana (Marocco settentrionale) fondate da Augusto tra il 33 e il 25 a.C. per i veterani della battaglia di Azio.

## Descrizione
Si trovava sulla riva meridionale del fiume Sebou, sul sito oggi noto come Sidi Ali Boujenoun. All'inizio del regno di Marco Aurelio, Banasa divenne la Colonia Aurelia. Nel 285 la provincia romana della Mauretania Tingitana si ridusse ai territori a nord di Lixus. Banasa fu quindi abbandonata.
Tra le rovine di Banasa si trovano i caratteristici elementi di una città romana: un forum con una basilica, a campidoglio ed i bagni, oltre a strade disposte regolarmente. Molti degli edifici risalgono all'inizio del III secolo. Il nome latino Valentia significa "giovane", "forte", e può essere paragonato a Valence (Francia) e Valencia (Spagna), anch'esse colonie. Augusto fondò almeno dodici colonie romane in Mauritania, nonostante fosse un regno assoggettato e non una vera provincia dell'impero. Alcune delle principali città romane contemporanee alla Iulia Valentia Banasa, furono Chella e Volubilis, con quest'ultima che condivide con Banasa la presenza di una basilica e di strade disposte regolarmente.
I reperti scavati a Banasa sono esposti presso il Museo archeologico di Rabat.

## Galleria d'immagini

Città dell'Africa romana. Iulia Valentia Banasa si trova nei pressi della costa atlantica.
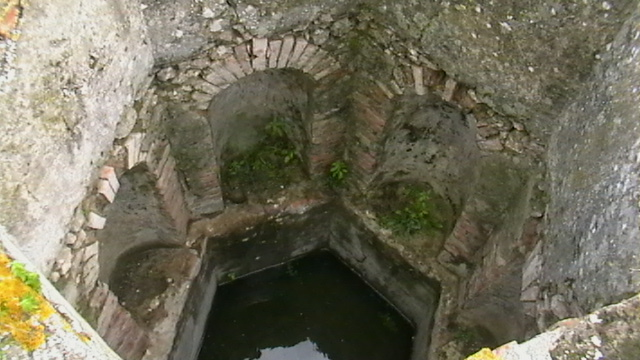
Pozzo
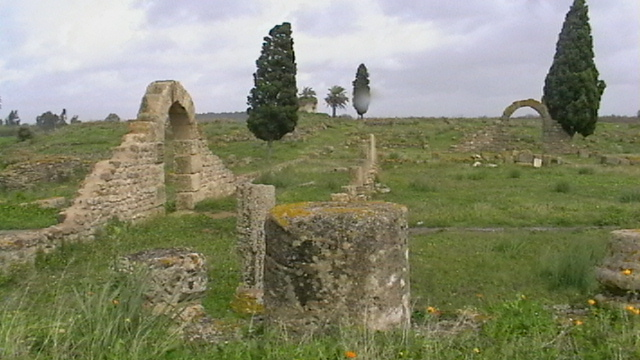
Foro
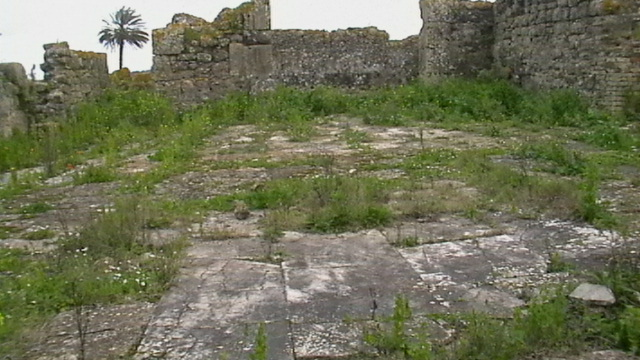
Terme
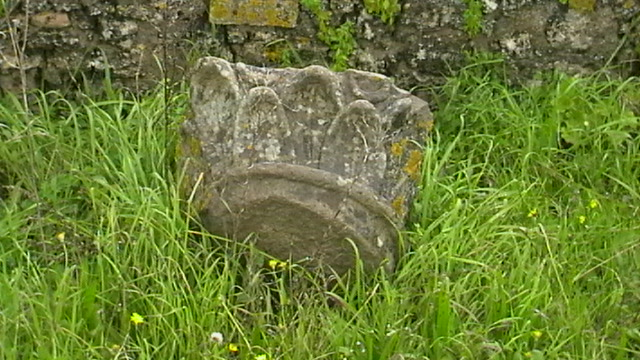
Capitello
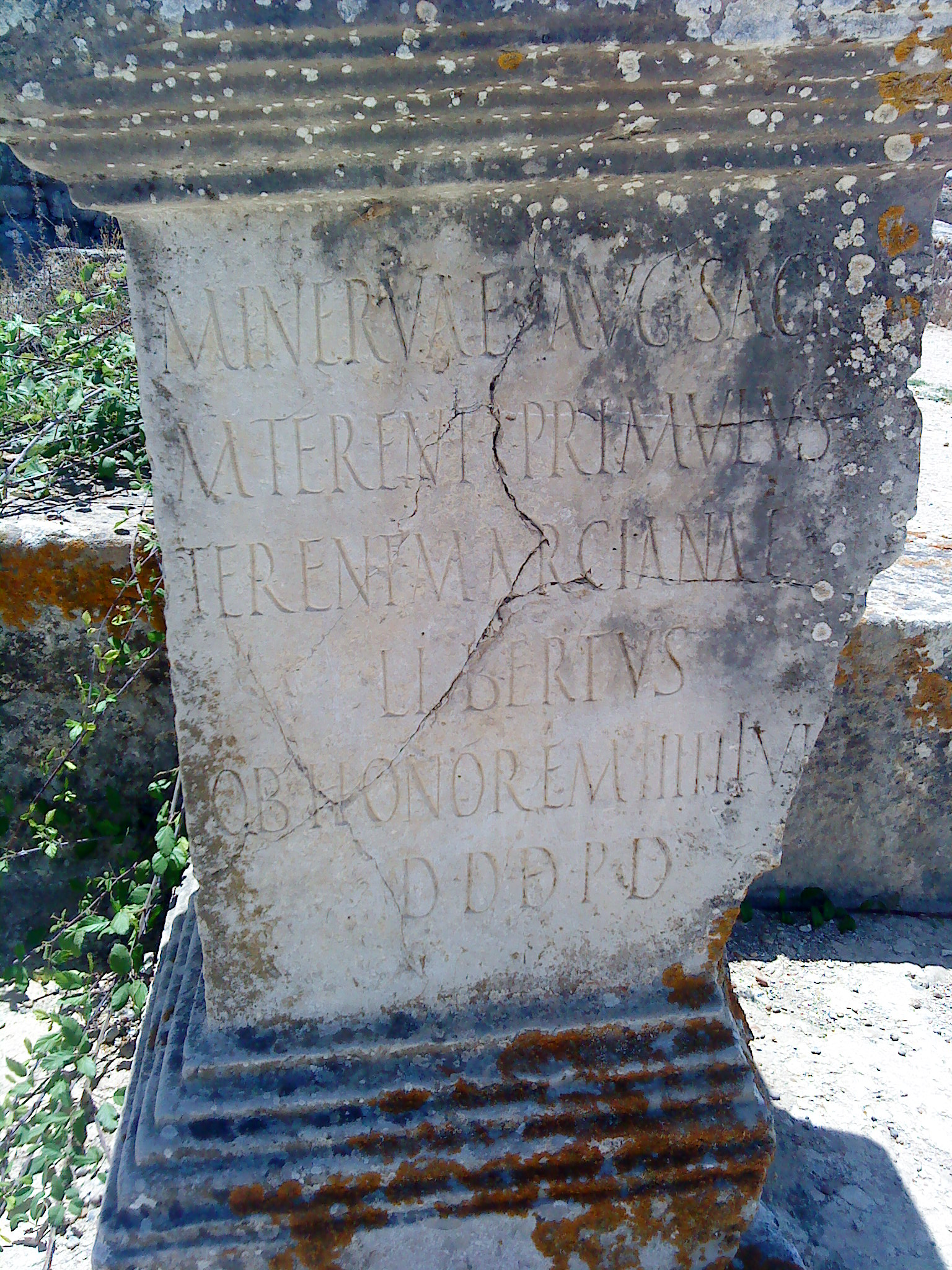
Iscrizione